# ロケット以外の打ち上げ方式

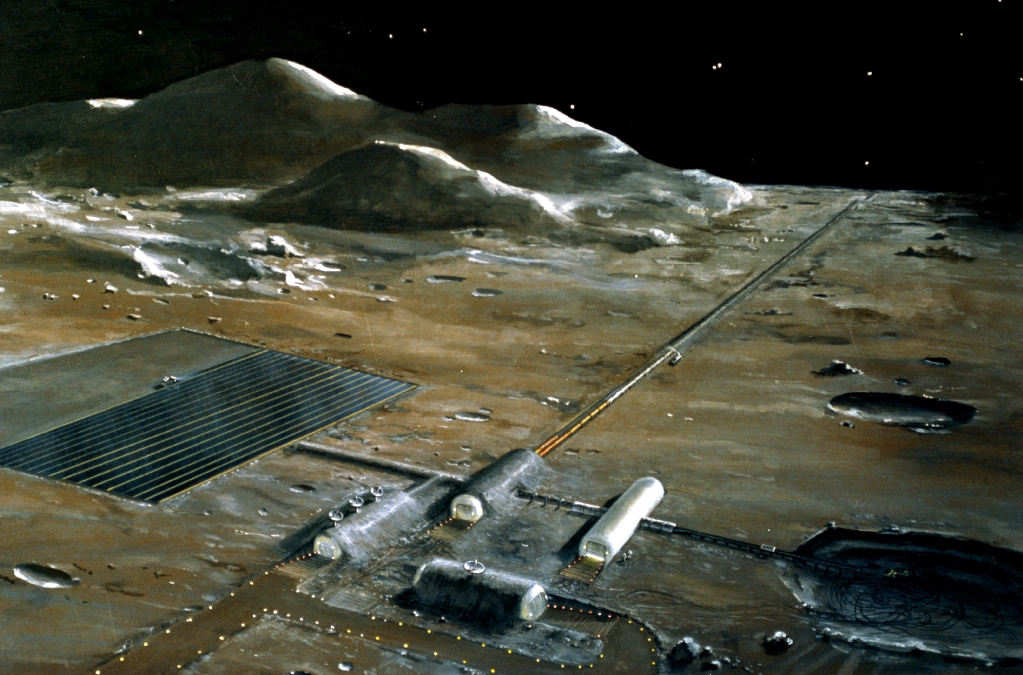
月面のマスドライバー（想像図）。マスドライバーでは巨大なカタパルトにより物資を打ち上げる。

ロケット以外の打ち上げ方式（ロケットいがいのうちあげほうしき）とは、周回軌道や弾道軌道に打ち上げる速度の一部、あるいは全てをロケットエンジンの反動を使用せずに生み出す打ち上げ方式である。

## 概要
ロケットエンジンを用いずに軌道に物体を投入するために、これまで様々な方式が提案されてきた。しかし大半は構想段階であり、進んでいたとしても地上試験段階で、実用化されたものは2019年段階ではいまだ存在しない。その方式の多くは、大砲やカタパルトに似た概念を利用したものである。
ロケットエンジンを用いない方式を追求する主な動機としては、打ち上げ経費の節減があげられる。現在、軌道に物体を投入するためにかかる費用は、物体の質量 1 ポンド当たり 10,000 USドルから 25,000 USドルとされる。

## 主な打ち上げ方式
2019年現在様々な方式が提案されているが、いずれも実用化には至っていない。
- 軌道エレベータ
- マスドライバー
- レーザー推進
- スペースプレーン

## ギャラリー

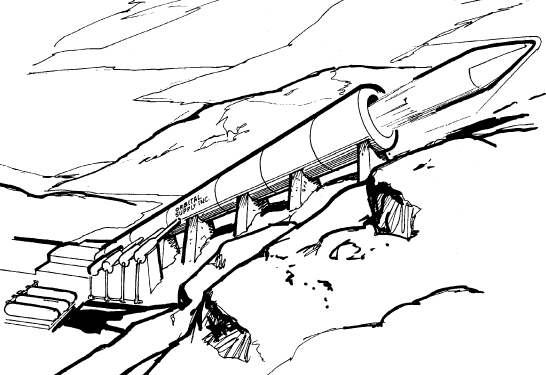
電磁カタパルト
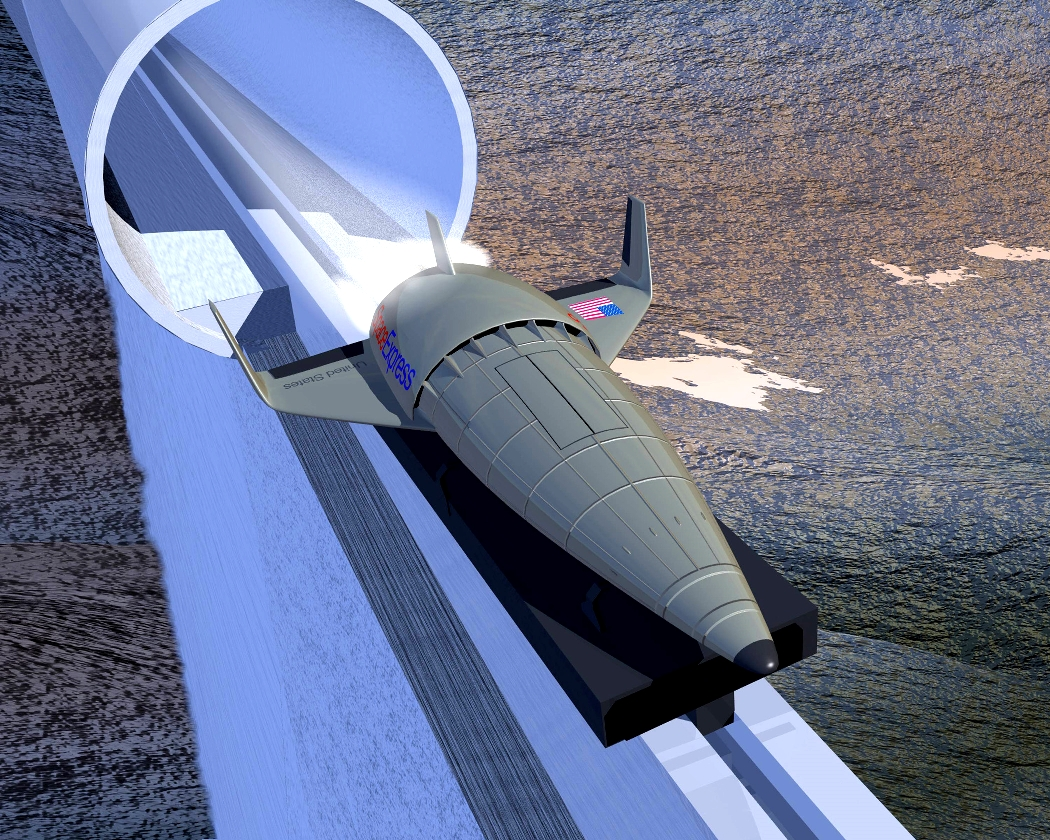
磁気浮上リニアモータによる打ち上げ
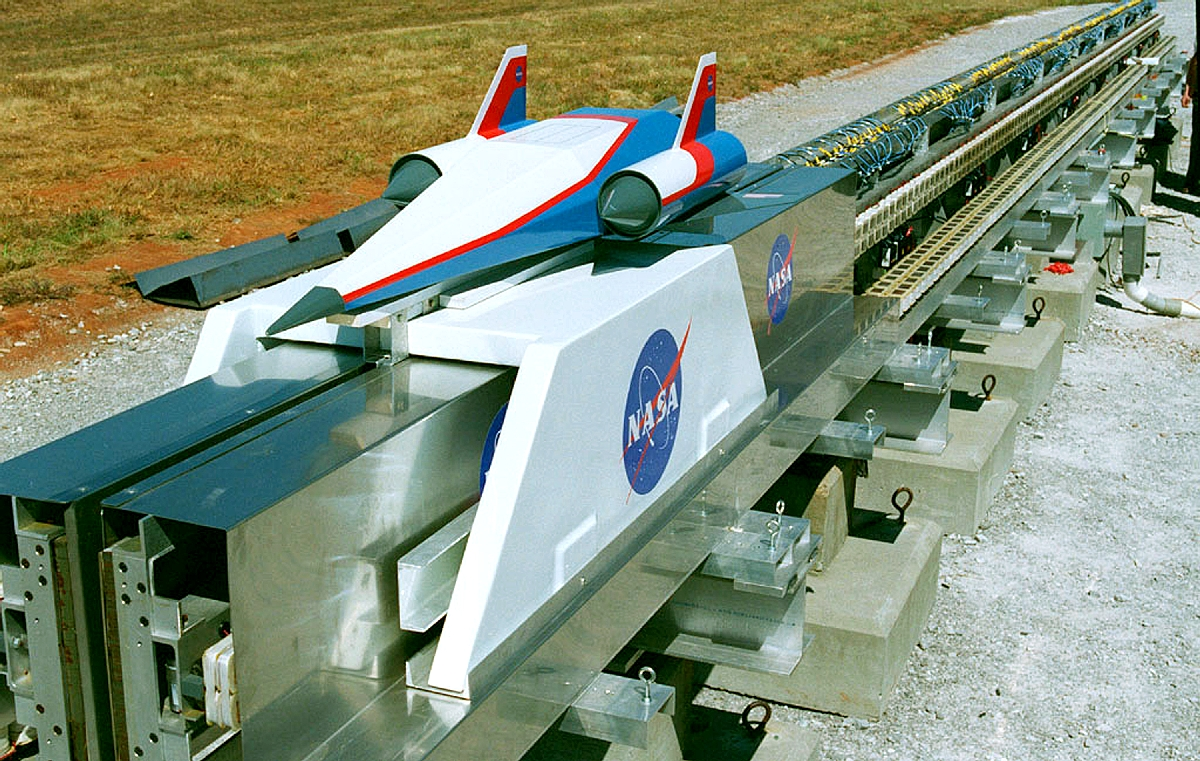
マグリフターの概念
ローンチ ループ
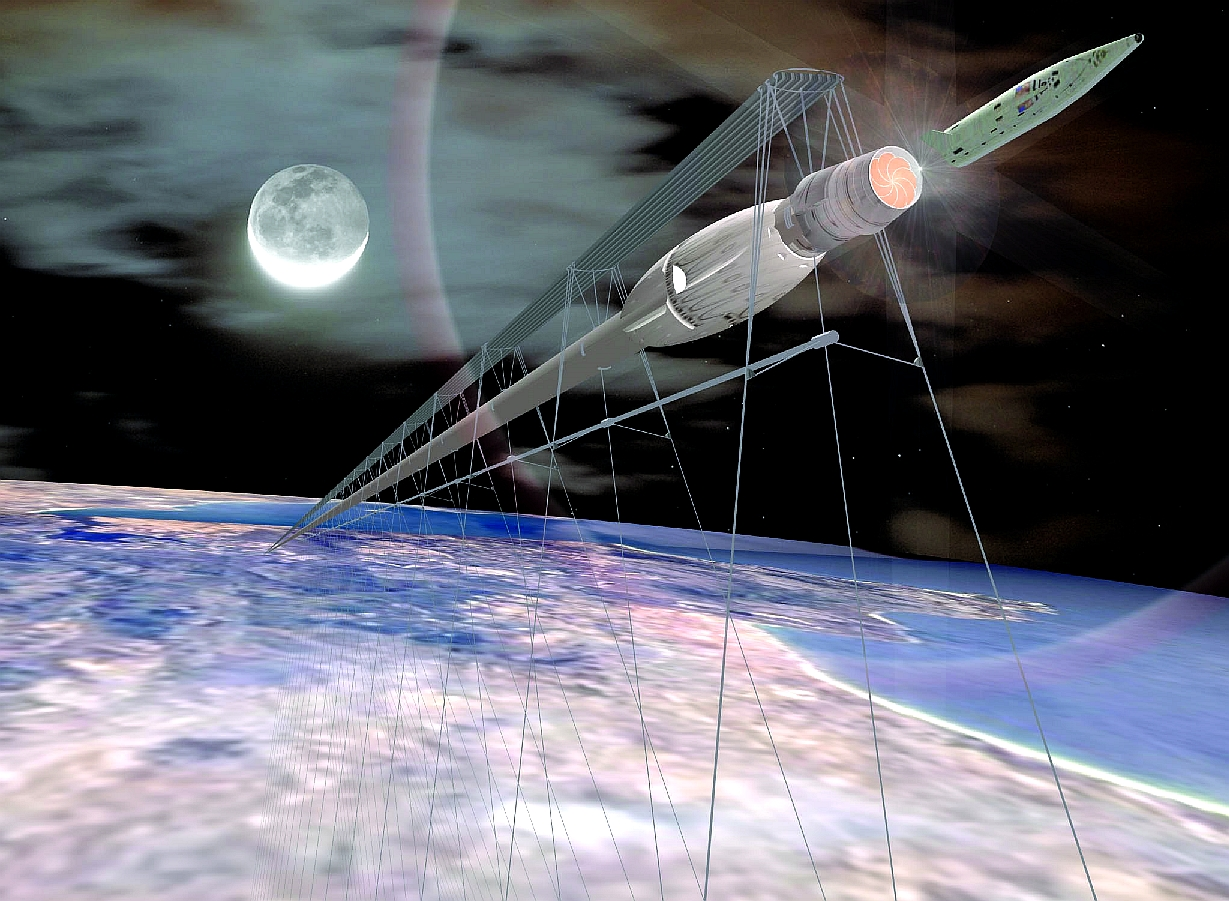
スタートラムの概念